# Bãi biển Long Thủy
Long Thủy là một bãi biển ở xã An Phú phía Bắc thành phố Tuy Hòa, tỉnh Phú Yên. Đây là một trong những bãi biển đẹp tại Phú Yên.
Nơi đây có Viện điều dưỡng bằng phương pháp vật lý trị liệu, 1 khu Resort nằm tọa lạc ngay hướng vào làng
Cách bờ độ 1 km có đảo Hòn Chùa, liền cạnh là Hòn Yến, một đảo hình dạng trông giống như vây đuôi cá voi, thực chất đây là một khói đá hoa cương nhô cao 80 mét trên mặt biển.